# Nicofuranosa
La nicofuranosa es un derivado del ácido nicotínico (también denominado niacina o vitamina B3), utilizado como fármaco en patologías relacionadas con la circulación vascular periférica y como fármaco anticolesterolemia (o agente hipolipidémico). Se puede describir como un furano sustituido por cuatro carboxi-piridinas y un grupo hidroxilo, lo que resulta en una molécula quiral, con cuatro carbonos enantiogénicos.